# Katedra w Bristolu
Katedra w Bristolu (ang. Bristol Cathedral, znana również jako Kościół Katedralny Świętej i Niepodzielnej Trójcy, ang. Cathedral Church of the Holy and Undivided Trinity) – katedra Kościoła Anglii znajdująca się w Bristolu, w Anglii. Została ufundowana w 1140 roku i konsekrowana w 1148 roku. Pierwotnie było to opactwo świętego Augustyna (ang. St Augustine’s Abbey), ale po rozwiązaniu zakonów, świątynia została w 1542 roku siedzibą nowego biskupa Bristolu i katedrą nowej diecezji Bristolu. Katedra znajduje się na liście zabytków Wielkiej Brytanii.
Wschodnia część murów katedry pochodzi z XII wieku razem z kaplicą Najświętszej Maryi Panny, która została dobudowana na początku XIII wieku. Większa część budowli została przebudowana w stylu Decorated Style w XIV wieku, mimo problemów finansowych opactwa. w XV wieku zostały dobudowane: transept i główna wieża. W czasie rozwiązania klasztorów, w 1539 roku, nawa była nieukończona i została rozebrana. W XIX wieku została wzniesiona nowa nawa w stylu neogotyckim, według projektu architekta George’a Edmunda Streeta, który do jej budowy użył częściowo oryginalne plany. Zachodnie bliźniacze wieże zostały zaprojektowane przez architekta Johna Loughborouga Pearsona i ukończone w 1888 roku.